# Mist in the Valley
Mist in the Valley (em português:  Névoa no Vale) é um filme mudo britânico de 1923, do gênero policial, dirigido por Cecil Hepworth e estrelado por Alma Taylor, G. H. Mulcaster e James Carew. Foi baseado em um romance de Dorin Craig.

## Elenco
- Alma Taylor - Margaret Yeoland
- G. H. Mulcaster - Denis Marlow
- James Carew - Justin Courtney
- Esme Hubbard - Nurse Merrion
- John MacAndrews - Job Pennyquick
- Gwynne Herbert - Sra. Grick
- Maud Cressall
- Charles Vane - Squire Yeoland
- Douglas Munro - Acusação
- Lionel d'Aragon - Defesa
- Bertram Terry - Sr. Moon
- Fred Rains - Sr. Warren